# Pharaoh's Revenge
Pharaoh's Revenge es un videojuego de plataformas y rompecabezas de 1988 desarrollado por Ivan Manley y lanzado por Publishing International en  para Apple II, Commodore 64 y MS-DOS. El juego es similar en estilo a Lode Runner (1983).

## Jugabilidad
Pharaoh's Revenge es un juego de acción arcade. Usando el teclado o el joystick, el jugador debe intentar evadir a un oponente (computadora o humano) mientras resuelve un complejo laberinto que, cuando se resuelve, lo lleva a un lugar seguro.
Hay 200 niveles en el juego principal, con 50 niveles avanzados que estarán disponibles después de que el jugador complete los 200 originales. Además, hay un conjunto de construcción para crear niveles adicionales que luego se pueden compartir con amigos.

## Recepción
El juego fue revisado en 1989 en Dragon #142 por Hartley, Patricia y Kirk Lesser en la columna "El papel de las computadoras". Los revisores le dieron al juego 31⁄2 de 5 estrellas.

## Reseñas
- InCider[2]
- Run[3]